# Stasimopus suffuscus
Stasimopus suffuscus är en spindelart som beskrevs av Hewitt 1916. Stasimopus suffuscus ingår i släktet Stasimopus och familjen Ctenizidae. Inga underarter finns listade i Catalogue of Life.